# The Boy from Oz
The Boy from Oz est une comédie musicale juke-box australienne de Nick Enright, paroles et musique de Peter Allen, créée en 1998.
Elle a été représentée pour la première fois au Her Majesty's Theatre de Sydney, totalisant 766 représentations en deux ans, avant d'être reprise à l'Imperial Theatre de Broadway du 16 octobre 2003 au 12 septembre 2004 (364 représentations) dans une nouvelle adaptation et une nouvelle mise en scène.
Hugh Jackman, dont c'était les débuts à Broadway, a remporté dans le rôle principal trois récompenses, dont le Tony Award du meilleur acteur dans une comédie musicale.

## Synopsis
L'histoire s'inspire de la vie de l'auteur-compositeur-interprète Peter Allen, notamment de son mariage avec Liza Minnelli, puis de son coming out et de sa relation avec le mannequin Greg Connell jusqu'à sa mort du SIDA.

## Fiche technique
- Titre original : The Boy from Oz
- Livret : Nick Enright (Sydney) ; Martin Sherman (Broadway)
- Lyrics : Peter Allen
- Musique : Peter Allen
- Mise en scène : Gale Edwards (Sydney) ; Philip William McKinley (Broadway)
- Chorégraphie : Joey McKneely (Broadway)
- Direction musicale : Patrick Vaccariello (Broadway)
- Arrangements vocaux : Patrick Vaccariello (Broadway)
- Orchestrations : Michael Gibson (Broadway)
- Arrangements ballets : Mark Hummel (Broadway)
- Décors : Robin Wagner (Broadway)
- Costumes : William Ivey Long (Broadway)
- Lumières : Donald Holder (Broadway)
- Production : Ben Gannon et Robert Fox (Broadway)
- Date de première représentation : 5 mars 1998 au Her Majesty's Theatre de Sydney puis tournée
- Date de dernière représentation : 16 avril 2000
- Nombre de représentations consécutives : 766

## Distribution
Sydney
- Todd McKenney : Peter Allen
- Chrissy Amphlett : Judy Garland
- Mathew Waters : Peter jeune

Broadway
- Hugh Jackman : Peter Allen
- Stephanie J. Block : Liza Minnelli
- Jarrod Emick : Greg Connell
- Isabel Keating : Judy Garland
- Timothy A. Fitz-gerald : Chris Bell
- Beth Fowler : Marion Woolnough
- Michael Mulheren : Dick Woolnough / Dee Anthony
- Matthew Stocke : George Woolnough
- Brad Anderson : Trick / Mark Herron
- John Hill : Mark Herron
- Jennifer Savelli : Alice the Rockette
- Mitchel David Federan : Garçon / Peter jeune
- Pamela Jordan : Fille
- Trio : Colleen Hawks, Tari Kelly, Stephanie Kurtzuba
- Ensemble : Leslie Alexander, Victoria Lecta Cave, Kelly Crandall, Naleah Dey, Nicolas Dromard, Christopher Freeman, Tyler Hanes, Heather Laws, Brian J. Marcum

## Numéros musicaux (version de Broadway)
Lyrics et musique de Peter Allen, sauf mention contraire
| Acte 1 - The Lives of Me - Peter Allen - When I Get My Name in Lights - Boy et ensemble - When I Get My Name in Lights (reprise) - Peter - Love Crazy - Chris Bell, Peter et ensemble (lyrics et musique de Peter Allen et Adrienne Anderson) - Waltzing Matilda - Peter et Chris (chanté en mandarin) - All I Wanted Was the Dream - Judy Garland - Only an Older Woman - Judy, Peter, Chris et Mark Herron - Best That You Can Do - Peter et Liza Minnelli (lyrics de Carole Bayer Sager et Peter Allen, musique de Burt Bacharach et Christopher Cross) - Don't Wish Too Hard - Judy (lyrics de Carole Bayer Sager) - Come Save Me - Liza et Peter - Continental American - Peter et ensemble (lyrics de Carole Bayer Sager) - She Loves to Hear the Music - Liza et ensemble (lyrics de Carole Bayer Sager) - Quiet Please, There's a Lady On Stage - Peter et Judy (lyrics de Carole Bayer Sager) - I'd Rather Leave While I'm in Love - Liza et Peter (lyrics de Carole Bayer Sager) - Not the Boy Next Door - Peter et Marion Woolnough (lyrics de Dean Pitchford) | Acte 2 - Bi-Coastal - Peter et trio (lyrics et musique de Peter Allen, David Foster et Tom Keane) - If You Were Wondering - Peter et Greg Connell - Sure Thing Baby - Dee Anthony, Greg, Peter, trio et ensemble masculin - Everything Old is New Again - Peter et les Rockettes (lyrics de Carole Bayer Sager) - Everything Old is New Again (Reprise) - Marion, Dee et Greg (lyrics de Carole Bayer Sager) - Love Don't Need a Reason -Peter et Greg (lyrics et musique de Peter Allen, Michael Callen et Marsha Malamet) - I Honestly Love You - Greg (lyrics et musique de Peter Allen et Jeff Barry) - You and Me - Liza et Peter (lyrics de Carole Bayer Sager) - I Still Call Australia Home - Peter et ensemble - Don't Cry Out Loud - Marion (lyrics de Carole Bayer Sager) - Once Before I Go - Peter - I Go to Rio - Peter et Company (lyrics et musique de Peter Allen et Adrienne Anderson) |

## Distinctions

### Récompenses
- Tony Awards 2004 : Meilleur acteur dans une comédie musicale pour Hugh Jackman
- Theatre World Awards 2004 : Hugh Jackman, Mitchel David Federan et Isabel Keating
- Drama Desk Awards 2004 :
  - Meilleur acteur dans une comédie musicale pour Hugh Jackman
  - Meilleure actrice de second rôle dans une comédie musicale pour Isabel Keating

### Nominations
- Tony Awards 2004 :
  - Meilleure comédie musicale
  - Meilleur livret pour une comédie musicale pour Martin Sherman et Nick Enright
  - Meilleure actrice de second rôle dans une comédie musicale pour Beth Fowler et Isabel Keating
- Drama Desk Awards 2004 : Meilleur acteur de second rôle dans une comédie musicale pour Mitchel David Federan

## Autour de la comédie musicale
- Le titre fait référence au pays d'Oz, imaginé en 1900 par L. Frank Baum dans sa série de livres pour enfants, Le Magicien d'Oz.